# Renault R
Renault R byla řada nákladních automobilů od francouzské firmy Renault Véhicules Industriels, která byla představena v roce 1980. Jednalo se o modernizovaný Berliet TR, protože v důsledku sloučení firem Berliet a Saviem za vzniku společnosti Renault Industrial byla všechna dříve vyráběná vozidla prodávána pouze pod značkou Renault. Sloučení Saviem a Berliet do RVI s sebou přineslo sloučení sestav, i když znaky Saviem a Berliet se ještě nějakou dobu používaly. Kabinu KB 2400 používal i model Ford Transcontinental.
První model byl nabízen jako Renault R310 s 12litrovým naftovým 6válcovým motorem o výkonu 224 kW (305 k) s turbodmychadlem, 9stupňovou manuální převodovkou a retardérem. Zpočátku byl k dispozici s přípustnou celkovou hmotností vozidla 19 tun a dvěma rozvory (3,3 metru a 3,6 metru) jako regionální nákladní vůz a jako tahač s celkovou hmotností až 38 tun. Na přání bylo k dispozici vzduchové odpružení zadní nápravy a ABS. Následoval dálkový kamion označený Renault R360 se 14,88litrovým vznětovým vidlickovým osmiválcem o výkonu 262 kW (356 k) s turbodmychadlem a přímým vstřikováním. Kromě 9stupňové převodovky byla volitelně k dispozici také 13stupňová manuální převodovka Fuller. R360 byl nabízen jako tahač s celkovou hmotností 44 tun.
V roce 1984 se z modelu R360 stal R370 nyní o výkonu 268 kW (365 k), 9stupňovou převodovkou nebo volitelnou 12stupňovou převodovkou Fuller. R340 nahradil model R310 v roce 1986, také s 12litrovým 6válcovým dieselovým motorem a nyní výkonem 249 kW (338 k). Celková hmotnost 40 tun byla nyní možná jako návěs. Ve stejném roce nahradil model R390 také model R370 s výkonem motoru 286 kW (389 k). Nově bylo možné objednat i druhé lehátko do kabiny řidiče.

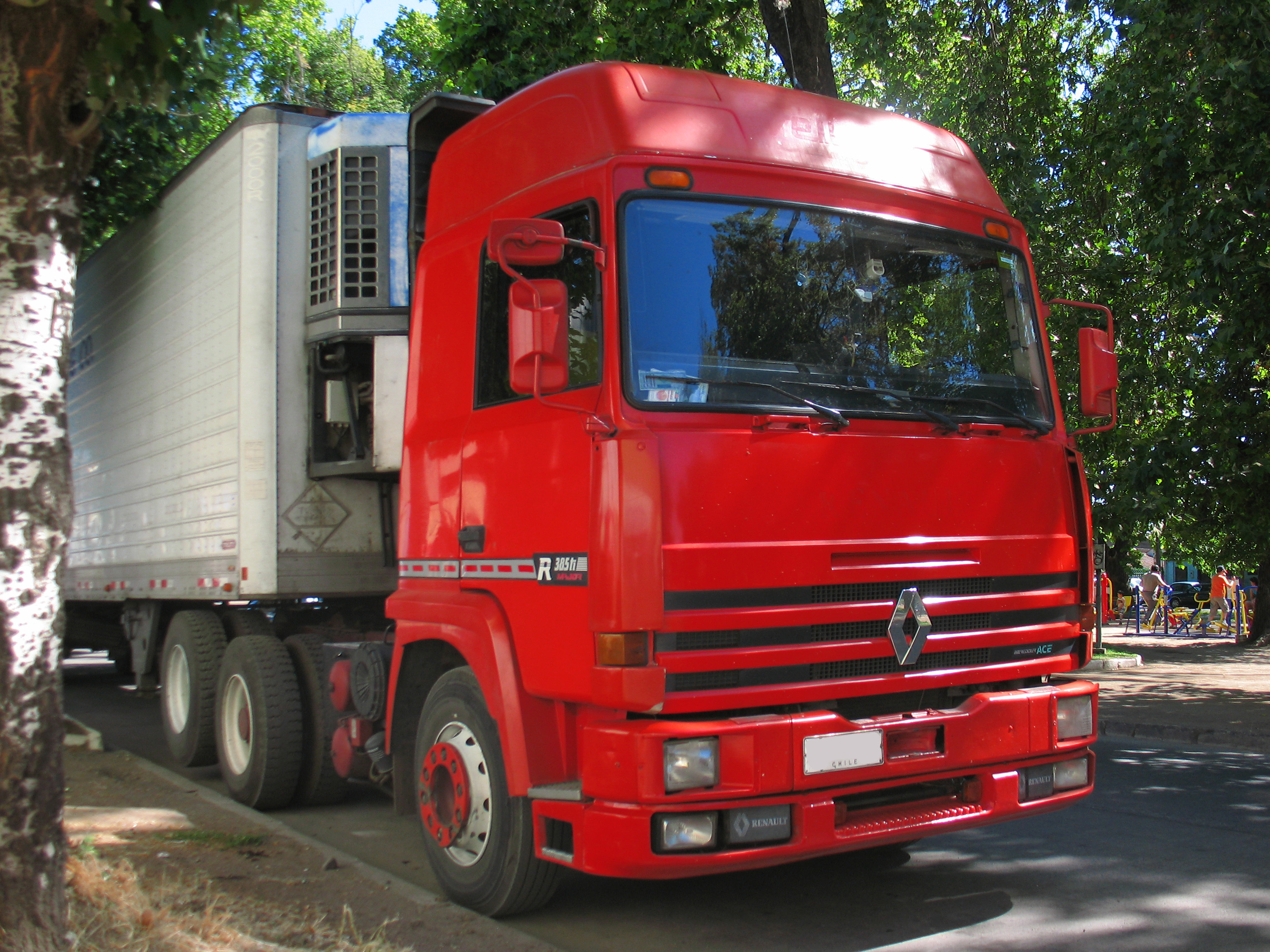
Renault R385 ti Major, facelift po roce 1990

Další revize proběhla v roce 1988. Přibyl model R365 s 12litrovým 6válcovým dieselovým motorem a výkonem 275 kW (374 k) s dělenou převodovkou 2 × 9, vzduchovým odpružením na zadní nápravě a retardérem. R420 nahradil model R390 a disponoval kotoučovými brzdami. Výkon vidlicového vznětového osmiválce o objemu 15L vzrostl na 310 kW (422 k). Ve výbavě byla dělená převodovka 2 × 9, ABS, uzávěrka diferenciálu a hliníková nádrž. Volitelně byla k dispozici elektricky nastavitelná vnější zpětná zrcátka.
V roce 1990 se objevil nový model Renault Magnum AE. Řada R se dočkala faceliftu v designu exteriéru a na palubní desce. Nyní se z modelu R365 stal R380 s 12litrovým 6válcovým vznětovým motorem o výkonu 275 kW (374 k), dělenou manuální převodovkou 2 × 9, vzduchovým odpružením, retardérem a vyhřívanými vnějšími zpětnými zrcátky. Na přání bylo k dispozici ABS a palubní počítač.
V roce 1992 byla řada přejmenována na Renault Major. R380 se stal model R385 s nyní 283 kW (385 k) motorem. Major se vyráběl do roku 1996, přičemž R385 byl jako regionální nákladní vůz nejprodávanější variantou a R420 se od uvedení modelu Magnum AE prodával jen málo. Nástupcem série se stal Renault Premium.